# Tonsilla defossa
Tonsilla defossa är en spindelart som beskrevs av Xu och Li 2006. Tonsilla defossa ingår i släktet Tonsilla och familjen mörkerspindlar. Inga underarter finns listade i Catalogue of Life.